# Glacier, Washington
Glacier är en ort i Whatcom County i delstaten Washington, USA.